# Nado sincronizado no Campeonato Mundial de Esportes Aquáticos de 2017 - Rotina técnica dueto misto
A prova da rotina técnica dueto misto  é um dos eventos do Campeonato Mundial de Esportes Aquáticos de 2017 que foi realizado entre os dias 15 de julho e 17 de julho de 2017 na cidade de Budapeste, na Hungria. 

## Calendário
| Fase          | Data        | Hora  |
| ------------- | ----------- | ----- |
| Eliminatórias | 15 de julho | 19:00 |
| Final         | 17 de julho | 11:00 |

## Medalhistas
| Ouro                                       | Prata                                          | Bronze                                       |
| Itália · Manila Flamini · Giorgio Minisini | Rússia · Mikhaela Kalancha · Aleksandr Maltsev | Estados Unidos · Bill May · Kanako Spendlove |

## Resultados
| Pos.              | Nacionalidade  | Nadadores                              | Eliminatória | Eliminatória | Final   | Final |
| Pos.              | Nacionalidade  | Nadadores                              | Pontos       | Pos.         | Pontos  | Pos.  |
| ----------------- | -------------- | -------------------------------------- | ------------ | ------------ | ------- | ----- |
| Medalha de ouro   | Itália         | Manila Flamini Giorgio Minisini        | 88.2492      | 2            | 90.2979 | 1     |
| Medalha de prata  | Rússia         | Mikhaela Kalancha Aleksandr Maltsev    | 88.4847      | 1            | 90.2639 | 2     |
| Medalha de bronze | Estados Unidos | Bill May Kanako Spendlove              | 87.9086      | 3            | 87.6682 | 3     |
| 4                 | Japão          | Atsushi Abe Yumi Adachi                | 84.8153      | 4            | 86.2679 | 4     |
| 5                 | Espanha        | Berta Ferreras Pau Ribes               | 83.4865      | 5            | 84.3336 | 5     |
| 6                 | Canadá         | Rene Prevost Isabelle Rampling         | 81.3330      | 6            | 82.3413 | 6     |
| 7                 | Brasil         | Renan Souza Giovana Stephan            | 77.1826      | 7            | 79.0853 | 7     |
| 8                 | Alemanha       | Amelie Ebert Niklas Stoepel            | 72.6988      | 8            | 70.3147 | 8     |
| 9                 | Grécia         | Vasileios Gkortsilas Olga Kourgiantaki | 68.1346      | 9            | 69.8654 | 9     |
| 10                | Panamá         | Gabriela Bello Alberto Pinto           | 59.5706      | 10           | 59.8113 | 10    |

Legenda
| Recorde mundial       | Recorde mundial (World record)               |                       | Recorde africano                      | Recorde africano (African) |                                           | Q | Classificado por posição (Qualified) |
| Recorde do campeonato | Recorde do campeonato (Championship record)  | Recorde da América    | Recorde da América (Americas)         | q                          | Classificado por melhor tempo (Qualified) |   |                                      |
| Melhor marca do ano   | Melhor marca do ano (World leading)          | Recorde asiático      | Recorde asiático (Asian)              | DNS                        | Não largou (Did not start)                |   |                                      |
| Recorde nacional      | Recorde nacional (National record)           | Recorde europeu       | Recorde europeu (European)            | DNF                        | Não terminou (Did not finish)             |   |                                      |
| Recorde pessoal       | Recorde pessoal do atleta (Personal best)    | Recorde da Oceania    | Recorde da Oceania (Oceania)          | DSQ / DQ                   | Desclassificado (Disqualified)            |   |                                      |
| Recorde da temporada  | Recorde da temporada do atleta (Season best) | Recorde sul-americano | Recorde sul-americano (South America) | NM                         | Sem marca (No mark)                       |   |                                      |